# 延吉尔齿兽属
延吉尔齿兽属（学名：Tinerhodon）为鬣齿兽目的一个属。

## 下属物种
本属包括以下物种：
- 争议延吉尔齿兽 Tinerhodon disputatum Gheerbrant, 1995